# Brebu (gmina w okręgu Caraș-Severin)
Brebu – gmina w Rumunii, w okręgu Caraș-Severin. Obejmuje miejscowości Apadia, Brebu i Valeadeni. W 2011 roku liczyła 1164 mieszkańców.